# یواس‌بی۴
یواس‌بی۴ یک سیستم یواس‌بی است که در مشخصات آن به عنوان یواس‌بی۴ مطرح شده‌است. نسخه ۱٫۰ این یواس‌بی در ۲۹ اوت ۲۰۱۹ توسط USB Implementers Forum منتشر شد.
برخلاف استانداردهای قبلی پروتکل یواس‌بی، یواس‌بی۴ به کانکتورهای یواس‌بی سی نیاز دارد و برای تأمین انرژی نیز به پشتیبانی از یواس‌بی پی‌دی نیاز دارد. برخلاف یواس‌بی۳٫۲، این یواس‌بی امکان تونل کردن درگاه تصویر و پی‌سی‌آی اکسپرس را فراهم می‌کند. معماری بکاربرده شده در این درگاه روشی را برای به اشتراک گذاشتن یک پیوند پرسرعت با چندین نوع دستگاه به صورت پویا تعریف می‌کند که به بهترین وجه برای انتقال داده‌ها بر اساس نوع و کاربرد آنها عمل می‌کند. محصولات یواس‌بی۴ باید توان عملیاتی ۲۰ گیگابیت بر ثانیه و نیز ۴۰ گیگابیت بر ثانیه را پشتیبانی کنند. اما به دلیل تونل زنی حتی توان عملیاتی ۲۰ گیگابیت بر ثانیه می‌تواند قابل نتیجه دهی باشد.
مشخصات یواس‌بی۴ بر اساس مشخصات پروتکل تاندربولت۳ است پشتیبانی از قابلیت همکاری با محصولات تاندربولت۳ برای میزبانی یواس‌بی۴ و دستگاه‌های جانبی یواس‌بی۴ اختیاری است.

## نام
مشخصات یواس‌بی۴ نسخه ۱٫۰، منتشر شده در ۲۹ اوت ۲۰۱۹، از "Universal Serial Bus 4" و به‌طور خاص "USB4" استفاده می‌کند، که نام تجاری کوتاه آن عمداً بدون فضای جداکننده نسبت به نسخه‌های قبلی است.
در چندین گزارش خبری قبل از انتشار آن از عبارات "USB 4.0" و "USB 4" استفاده شده‌است. حتی پس از انتشار اصلاح اولیه (rev. 1.0)، برخی منابع می‌نویسند "USB 4"، و ادعای آنها اینست که "منعکس کننده روش جستجو کردن خوانندگان است".

## مشخصات فنی

### مشخصات یواس‌بی۴

#### تاریخ معرفی
یواس‌بی۴ اولین بار به‌طور رسمی در مارس ۲۰۱۹ معرفی شد.

#### مشارکت کنندگان
در زمان انتشار نسخه ۱٫۰، شرکت‌های ترویج دهنده که کارمندانشان در گروه کاری فنی USB4 Specification حضور داشتند عبارت بودند از: اپل، هیولت پاکارد، اینتل، مایکروسافت، رونسانس الکترونیکس، اس‌تی‌مایکروالکترونیکس و تگزاس اینسترومنتس.

#### اهداف طراحی
اهداف ذکر شده در مشخصات یواس‌بی۴ افزایش پهنای باند، کمک به همگرایی اکوسیستم اتصال یواس‌بی سی و «به حداقل رساندن سردرگمی کاربر نهایی» است. برخی از زمینه‌های کلیدی برای دستیابی به این هدف، استفاده از یک نوع کانکتور یواس‌بی سی است، در حالی که سازگاری با محصولات موجود یواس‌بی و تاندربولت را نیز حفظ می‌کند.